# Widerøe
Widerøes Flyveselskap ASA, llamado simplemente como Widerøe, es una aerolínea noruega y es la línea aérea regional más grande de los países nórdicos. Tiene un volumen de ventas de 3.5 mil millones de coronas noruegas y transporta a 2,86 millones de pasajeros. Con una flota compuesta por aviones De Havilland Canada Dash 8 y Embraer E-Jets E2 opera 38 destinos en Noruega y 8 destinos al exterior. La compañía tiene unos 3000 empleados.
Aproximadamente la mitad de las operaciones de Widerøe se producen en vuelos de servicio público obligatorio entre aeropuertos de pistas cortas (STOL). En los últimos años el mayor crecimiento se ha producido en la red regional en Noruega meridional y a los destinos al exterior.

## Flota

### Flota Actual
A fecha de julio de 2023, la flota de esta compañía consta de:
La edad media de la flota es de 22.7 años en julio de 2023.

## Código compartido

Mapa de rutas de la aerolínea.

A partir de octubre de 2019, Widerøe tiene código compartido con las siguientes aerolíneas:
- Air France
- Braathens Regional
- Finnair
- KLM
- Scandinavian Airlines

## Incidentes y accidentes
- El 5 de marzo de 1964, un Douglas DC-3 se incendió antes del despegue en el Aeropuerto de Oslo-Fornebu. Los 18 ocupantes sobrevivieron, pero la aeronave fue declarada pérdida total.[8]

- El 28 de marzo de 1968, un hidroavión Otter se estrelló en Rossfjordstraumen. No hubo víctimas mortales, pero la aeronave fue declarada pérdida total.[9]

- El 11 de marzo de 1982, el vuelo 933 de Widerøe, operado por un Twin Otter con matrícula LN-BNK, se estrelló en el mar de Barents cerca de Gamvik, en ruta desde el aeropuerto de Berlevåg al aeropuerto de Mehamn. Todas las investigaciones concluyeron que el accidente fue provocado por la falla estructural del estabilizador de cola causada por severas turbulencias en aire claro. Sin embargo, ha habido una gran controversia al respecto, ya que se ha afirmado que la aeronave colisionó con un Harrier jump jet de la Royal Air Force británica que volaba fuera de su zona de operaciones durante un ejercicio de la OTAN.[10]

- El 6 de mayo de 1988, el vuelo 710 de Widerøe, operado por un Dash 7, se estrelló cerca de Brønnøysund, causando la muerte de los 36 ocupantes a bordo, en el peor accidente registrado con un Dash 7. El accidente ocurrió cuando la aeronave, en aproximación desde el Aeropuerto de Namsos, descendió de 1500 pies a 550 pies demasiado pronto durante el procedimiento de aterrizaje, colisionando con la montaña Torghatten.[11]

- El 12 de abril de 1990, el vuelo 839 de Widerøe, operado por un Twin Otter, se estrelló en el mar un minuto después del despegue desde el aeropuerto de Værøy, causando la muerte de los cinco ocupantes. El accidente fue causado por ráfagas de viento fuertes e impredecibles durante el despegue, que superaron los límites estructurales de la aeronave y provocaron la rotura del timón, haciendo que perdiera el control. El aeropuerto fue cerrado tras el accidente y reemplazado por el helipuerto de Værøy.[12][13]

- El 27 de octubre de 1993, el vuelo 744 de Widerøe, operado por un Twin Otter, se estrelló mientras se aproximaba al Aeropuerto de Namsos-Høknesøra en ruta desde el Aeropuerto de Trondheim-Værnes, causando la muerte de la tripulación y de cuatro pasajeros. Tras descender desde 1100 pies, la aeronave debía estabilizarse a 500 pies de altitud, pero continuó descendiendo hasta impactar contra una loma a 6 km del aeropuerto.[14][15]

- El 14 de junio de 2001, el tren de aterrizaje principal derecho de un Dash 8-100 colapsó durante el aterrizaje en el Aeropuerto de Båtsfjord tras un vuelo desde el Aeropuerto de Alta, causando daños considerables a la aeronave. No se reportaron heridos entre los tres tripulantes y los 24 pasajeros a bordo. La aeronave, matrícula LN-WIS, fue declarada pérdida total.[16][17]

- El 1 de mayo de 2005, un Dash 8-100 con matrícula LN-WIK realizó un aterrizaje brusco en el Aeropuerto de Hammerfest. Poco antes de aterrizar, el viento cambió de dirección y aumentó su velocidad, creando una corriente de cola. Aunque se intentó compensar el aumento en la tasa de descenso, no fue suficiente, y la aeronave tocó tierra con el tren derecho, que falló, haciendo que deslizara sobre su panza. La aeronave fue declarada pérdida total y Widerøe fue criticada por permitir aterrizajes con vientos y ráfagas tan intensas.[18][19]La Autoridad de Aviación Civil Noruega impuso regulaciones más estrictas sobre los vientos en ese aeropuerto.

- El 15 de septiembre de 2010, un Dash 8-100 LN-WIF realizó un aterrizaje de emergencia en el Aeropuerto de Sandnessjøen-Stokka. Justo antes del aterrizaje, la aeronave fue golpeada por una fuerte ráfaga de viento y el tren de aterrizaje derecho colapsó al tocar pista. A bordo había 3 pasajeros y 4 tripulantes, todos fueron evacuados sin lesiones.[20]

- El 7 de diciembre de 2017, un Dash 8-100 LN-WID colisionó con un camión de remolque durante una tormenta en el Aeropuerto de Bodø. Tras aterrizar, la aeronave solicitó ser remolcada hasta la puerta debido al viento fuerte y la superficie resbaladiza. El camión fue arrastrado por el viento y golpeó la hélice. No hubo heridos entre los pasajeros ni la tripulación.[21]